# Скално-култов комплекс (Ангел войвода)
Скално-култовият комплекс при село Ангел войвода (община Минерални бани, област Хасково) е разположен в подножието на рида Мечковец.
На около 500 m западно-северозападно от селото се издига хълм с крепостта Асара, („Хасара/Хисаря“) и култовият комплекс, който е сред най-големите в Източните Родопи. Понастоящем новоизработените упътващи табели към обекта упътват към „Кумрулар калеси“ – от турски – „Калето на гургулиците“ – названието използвано най-често от местното турскоезично население на село Ангел войвода.

## Регистриране и теренни проучвания
Първите сведения за комплекса се появяват в българския периодичния печат през 1930-те години, когато във вестник „Ардинска дума“ е поместена статията на Н. Иванов „Кумбурлар калеси“. През 1980-те и 1990-те години са проведени теренни проучвания от РИМ град Хасково, Националния институт за паметниците на културата и Института по тракология при БАН. Светилището е със статут на паметник на културата от национално значение.

## Описание и особености
Крепостта „Хасара/Кумбурларското кале“ изградена още през Желязната епоха от древнотракийските племена обитавали района, надградена през късната Античност и преустроена през Средновековието, се намира южно от Харманлийска река, на 2.07 km западно по права линия от центъра на днешното село Ангел Войвода. Обекта е изграден на високо скалисто възвишение в североизточните Родопи, издължено в посока североизток-югозапад. Фортификационното съоръжение заема средния, най-висок връх на възвишението. Западната преградна стена е от суха зидария, дебела до 2.2 m и продължава към северната част на височината. Общата площ на съоръжението е около 7.4 декара. От източната и южната страна не се наблюдават останки от крепостните стени, но от юг и изток склоновете са естествено непристъпни, стръмни и увенчани с големи скали. Входът на съоръжението е в южния край, между две естествено закръглени от ерозията скали, по които са вкопани два реди срещуположни трапецовидни ниши.
Скално-култовият комплекс се намира във вътрешността на крепостта. В най-високата точка, в монолитна скала от вулканичен туф е изсечено легло (саркофаг) и седем стъпала в подстъпите към него.
Освен камъни от крепостните стени, които образуват насипи по склоновете се наблюдават и купчини от строителна керамика, резултат от иманярски изкопи. Фрагментите датират от Желязната епоха, късната Античност и Средновековието. Камъни с полепнал по тях бял и червен хоросан свидетелстват за постройки от по-късни епохи, но запазените крепостните стени, които могат да се видят на терена са само сух градеж. При скално-култовия комплекс са разкрити основите на малка църква. От северозападната страна стената на съоръжението е двойна, като има съмнение и за наличието на трета стена която е силно обезличена. В североизточния край на местността, зад втора седловина, е разположен т.нар. „Малък хасар“, където също се наблюдават следи от укрепяване, трапецовидни ниши издълбани в скалите и битова керамика от датираща от ранната Желязна епоха, Античността и Средновековието.
Под южната страна на твърдината, се наблюдават пещи, градени с тухли, разкрити от иманярски изкопи. В подножието на рида, източно от селото, на около 300 m от Харманлийска река е разположен средновековен християнски некропол, който е разкопан в миналото от иманяри. В дописката от вестник „Ардинска дума“ от 1930-те на Н. Иванов за Кумбурларското кале се споменава и наличието на щерни за вода. В източното подножие на Хасара е бил разположен рудник с няколко галерии, а по терена се е наблюдавал сгур и останки от пещи за топене на олово.

## Археологическо проучване
Първото археологическо проучване на обекта започва на 30 май 2016 година. Научен ръководител на разкопките е доц. д-р Здравко Димитров от Националния археологически институт с музей на БАН. Експедицията е финансирана от община Минерални бани. В началото на разкопките са разкрити основите на късно-античен религиозен комплекс, защитен от крепост изградена през Римската епоха.
В основата на ранно християнският храм от IV-V век сл. Хр. е разкрит добре запазен олтар, както и прозоречно стъкло, което свидетелства, че църквата най-вероятно е била с прозорци. Градежът е широк към 5 m и дълъг между 15 и 20 m.
Укрепеното селище е с площ около 6 – 7 декара.
След резултатите от първоначалните разкопки на обекта, учените изказват мнението, че древният скално-култов комплекс е сравним по важност с Перперек и светилището край село Татул. Това се потвърждава и от откритият скално-култов комплекс Орлови скали край близкото село Сърница от проф.Ана Радунчева и доц.Стефанка Иванова.

### Факти и хипотези
Напълно е унищожен първият елемент от комплекса в южното подножие на върха – масивен скален блок със заравнена горна повърхност, наклонена на изток под ъгъл около 45°. Върху нея се наблюдавала изсечена окръжност с диаметър 1,62 m, разделена от три успоредни жлеба, ориентирани в посока север – юг. В центъра ѝ е съществувал отвор с диаметър 0,02 m.
Смята се, че подобни съоръжения през Античността са се използвали за отчитане на текущото време и за регистриране на пролетното и есенното равноденствие. Тези дати от календара били от особено значение за древните и са имали конкретно религиозно значение. Предполага се, че обширната поляна в подножието на комплекса е имала предназначението да побира многобройни поклонници, които са участвали в ритуални церемонии. Ако интерпретацията на гореописаното унищожено съоръжение, като средство за регистриране на равноденствията е правилна, светилището би могло да е посветено на божество, свързано с идеята за вечно възраждащата се природа и плодородието като Дионис.
Останалите елементи от култовия комплекс са разположени в южната част на билото, където се издигат няколко скални масива. Върху отвесните скали са издълбани множество скални ниши, някои от които са недовършени. В преобладаващата си част те са трапецовидни, но има и такива с полукръгъл свод.
На най-високата част на скалите върху три зъбера са изсечени три култови съоръжения, разположени едно до друго в линия от изток на запад. Основите на първите две са оформени по идентичен начин. От северната им страна има по три големи и две по-малки стъпала, водещи към върха им. Над последните са вдълбани плитки канали, които опасват скалите и водят към подножието им.
Върху най-източното съоръжение е изсечено скално легло с правоъгълен план. Ориентиран е в посока изток – запад. В горната му част е оформен жлеб за покривна плоча. Възможно е това съоръжение да е ползвано за гроб или кенотаф (символичен гроб). В непосредствена близост, в подножието на скалата е врязан голям, неправилен четириъгълник, в центъра на който има полусферична вдлъбнатина. Възможно е той да символизира вратата (прехода) към отвъдното.
Върховете на другите два зъбера са разрушени, поради което не може да се установи какви съоръжения са били изградени върху скалата.
Известно е, че древните траки са обожествявали починалите владетели, ето защо гробниците им се превръщали в хероони – своеобразни светилища, в които периодично се извършвали ритуали в тяхна чест. Хероонът обаче би могъл да бъде и под открито небе. Не е ясно дали култовият комплекс при с. Ангел войвода е свързан с погребалните практики на траките или е още по-древен и изграден през Халколита и впоследствие само ползван от местните тракийски племена.
На изток от описаните съоръжения скалният масив огражда площадка с правоъгълна форма. Тя е отворена изцяло на юг, а от изток, запад и частично от север е ограничена от вертикални откоси. В североизточния ъгъл има проход, широк около 1,50 m, който извежда към билото на височината. Отвесните скали на изток и запад са допълнително заравнени. По тях са изсечени каменни ниши, разположени в хоризонтални редици. Скалата, която частично огражда площадката от север, е неравна, видимо изкуствено рушена, със значително по-светъл цвят, свидетелстващ, че откъртването на части от нея е станало в по-ново време. В този участък от скалата до по-ново време са се различавали очертанията на единична малка ниша. По сведения на местното население, в началото на миналия век, пастири открили в подножието и́ камък с изображение на „крака на кон и глава на вълк“, но фрагментът е загубен. Неизвестно е какви са били размерите му и не е ясно дали гореспоменатото изображение е било изсечено директно върху умишлено откъртената северна стена, или е представлявало част от оброчен релеф. Вероятно е до упоменатите „крака на кон“ и „вълча глава“, да се е касаело за релеф изобразяващ Тракийския конник (Херос), придружаван от куче – много разпространен сюжет в Древна Тракия.
В случай, че тези сведения са верни, може да се предположи, че ограденото от скалите пространство е представлявало светилище, на Хероса. Ако откритото изображение е било изсечено върху скалата, ограждаща пространството от север, то е напълно възможно тя да е разрушена тенденциозно в по-късния ранно-християнски период.
На около 80 м северно от скалния гроб, върху скален блок с елипсовидна форма, е издълбан плитък кръг с дълбочина около 0,15 м и диаметър около 1,20 м. Стените му са частично откъртени. Разположен е по склона на височината, под наклон около 45° на изток. Предназначението му е неясно. Ако се съди по наклона, следите от всичания във вътрешността му и посоката в която е ориентирано, напълно вероятно е това да е още едно средство за наблюдение и регистриране на сезоните, подобно на унищоженото в подножието на височината.
Върху равна скална площадка при подхода към върха е оформен скален басейн, който има трапецовидна форма със заоблени ъгли и е ориентиран е в посока изток – запад. Дължината му е 4,42 m, широчината на изток – 0,61 m, а на запад – 0,98 m. Стените му са частично откъртени, но в най-запазения участък, дълбочината му е 0,22 m. Около него в скалата са издълбани правоъгълни гнезда за вертикално поставени греди, предназначени да носят покривна конструкция.
Билото на върха, сега обрасло с гора, е било укрепено с крепостна стена. Тя е строена от ломен камък без хоросан. Подобна техника на строеж е характерна за голям брой източно родопски крепости от късната Античност. Дебелината на стената е 2,20 m. Следи от нея са запазени само в западния и северния сектор на крепостта. Южният и източният сектор са били естествено защитени от големия наклон на терена, както и от скалните масиви, издигащи се там. Пръснатите по склоновете ломени камъни подсказват, че тук са били допълнително укрепени само някои по-уязвими участъци. Входът на крепостта най-вероятно е бил от юг – през унищоженото след приемането на християнството светилище.

### Датиране
Откритият по време на теренните обхождания подемен материал е съставен изключително от керамични фрагменти. Сред тях преобладават тези от късната античност (IV – VI в.) Намерени са само няколко фрагмента от ранната Желязна епоха (ХII – VI в. пр.н.е.), както и неголям брой от периода II – IV и ХI – ХIV в.
Съществуват сведения, че на територията на светилището и крепостта са открити тетрадрахми от о-в Тасос, ауреус на император Август и сестерция на император Траян, както и две бронзови фибули, датирани в IV – III в. пр. Хр.
На базата на известния дотогава материал най-общо хронологията на светилището и крепостта условно се разделя на два етапа:
Първият етап е свързан с възникването на култовия комплекс, чието начало се търси най-общо в ранната Желязна епоха, но оскъдният материал от този период не дава възможност за по-прецизна датировка. През късната Желязна епоха (VI – I в. пр. Хр.) светилището видимо е продължило своето функциониране. Доказателства за това са откритите фибули, както и тетрадрахмите на о-в Тасос. Откритите на мястото римски монети, и керамични фрагменти от периода II – IV в. свидетелстват за това, че височината е била обитавана и през периода на т.нар. Римска епоха. Според българският археолог Ирко Петров, ако сведенията за открития фрагмент от релеф на Хероса са верни, то трябва да се приеме, че светилището е функционирало до късната Антична епоха, когато вероятно е било разрушено с началото на разпространението на Християнския култ.
Втория етап е от периода IV – VI в., когато е изградена крепостта. Наличието на голямо количество строителна керамика в ограденото от крепостните стени пространство, както и откритите пещи за изработването на такава в подножието на височината, говорят за наличието на солидни постройки от този период. Вероятно след VI век крепостта е напусната и разрушена. Първите по-късни следи от живот, колкото и оскъдни да са те, се датират в периода ХI – ХIV в. Християнският некропол в подножието на височината е още едно доказателство, че животът тук е продължил до завладяването на района от Османските турци.

## Фотогалерия
- Подножието на хълма Хасара, където е разположен комплекса
- Анасамбъл от трапецовидни ниши
- Трапецовидни ниши
- Саркофагът/жертвеник
- Каменни седла/стъпала на източната страна на крепостта
- Поглед от върха
- Трапецовидни ниши
- Трапецовидни ниши

## Исторически контекст
Край близкото село Спахиево е разположен един от най-големите златодобивни район от древността. Екипът проучващ древните рудни разработки, ръководен от българския археолог доц. Красимир Лещаков (СУ „Климент Охридски“) открива през летния археологически сезон на 2013 г. стари рударски инструменти, които са изпратени за анализ и датиране в Колумбийския университет, където се установява, че са били изработени през късната Бронзова епоха. Изследванията потвърждават, че са изработени от дъб на възраст 600 години. Сред артефактите са редки находки като корита за извличане на руда и макари.
Осъществени са няколко сондажи около старите мини, които потвърждават, че рудодобивът е от ХVI-ХV век пр. Хр. Откритата на терена керамика, потвърждава, че рудниците са използвани и през т.нар. „класическо тракийско време“ – ХI-VI век пр. Хр.
Екипът на доц. Лещаков проучва и шарапаните разположени в местностите Пожарището и Гарваница до близкото с. Брястово. На този етап от проучванията единственото, което може със сигурност да се потвърди, че въпросните обекти са много древни, като има вероятност тяхното използване да е започнало с експлоатирането на рудниците.
Екипът доказва, че край селата Минерални бани, Брястово и Спахиево са концентрирани най-големите рудни разработки в Източните Родопи – става въпрос за няколко десетки минни галерии и множество открити рудници или т.нар. „ропи“ или „рупи“, при които рудата е извличана от горе надолу, без да се навлиза в дълбочина.
Според доц. Лещаков светилището и фортификационното съоръжение на височината край село Ангел войвода са свидетелство за наличието на протоград със значително население, съизмерим по значимост с Перперек. Въпросното поселение е служело най-вероятно за религиозен. Около този център е създадена мрежа от селища със съответните пътища и светилища с различен ранг – селищни, родови, крайпътни, към които е бил наличен силен поклоннически поток.

## Опазване и консервация
До 1990-те години комплексът е отлично запазен, но впоследствие, в резултат на иманярски разкопки и вандалски посегателства, част от неговите елементи са изцяло или частично разрушени.

## Пътеводител
Село Ангел войвода е на разстояние 35 km от гр.Хасково, а скалният масив където е разположено светилището е на около 2 km разстояние от центъра на селото на хълм с изявени скали. Теренът е труден за преодоляване. Към върха водят много малки пътечки през ниски храсти и млада гора. Най-достъпно е мястото откъм източната част.